# Charles Fabry
Maurice Paul Auguste Charles Fabry (Marselha, 11 de junho de 1867 — Paris, 11 de dezembro de 1945) foi um físico francês. Sua mais significativa invenção, feita em trabalho conjunto com seu colega de pesquisas de longos anos Alfred Perot, foi o interferômetro de Fabry-Perot, construído em 1897. Charles Fabry e Henri Buisson são reconhecidos como os descobridores da ozonosfera, por terem mediante medições espectroscópicas de radiação ultravioleta provado pela primeira vez a presença de ozônio em altas camadas atmosféricas.

## Vida
Fabry se formou na École Polytechnique de Paris e recebeu seu doutorado na Universidade de Paris em 1892, por seu trabalho sobre franjas de interferência, que o estabeleceu como uma autoridade no campo da ótica e espectroscopia. Em 1904, foi nomeado professor de Física na Universidade de Marselha, onde passou 16 anos.

## Carreira
Junto com seu colega Alfred Pérot ele inventou o interferômetro de Fabry-Perot em 1899. Ele e Henri Buisson descobriram a camada de ozônio em 1913.
Em 1921, Fabry foi nomeado professor de Física Geral da Sorbonne e o primeiro diretor do novo Instituto de Óptica. Em 1926 ele também se tornou professor na École Polytechnique. Ele foi o primeiro diretor geral do Institut d'optique théorique et appliquée e diretor da "grande école" École supérieure d'optique (SupOptique). Em 1929, ele recebeu o Prêmio Jules Janssen, o maior prêmio da Société astronomique de France, a sociedade astronômica francesa.
Fabry foi presidente da Société astronomique de France de 1931-1933.
Durante sua carreira, Fabry publicou 197 artigos científicos, 14 livros e mais de 100 artigos populares. Por suas importantes realizações científicas, ele recebeu a Medalha Rumford da Royal Society of London em 1918. Nos Estados Unidos, seu trabalho foi reconhecido pela Medalha Henry Draper da National Academy of Sciences (1919) e a Medalha Franklin da Franklin Institute (1921). Em 1927 foi eleito membro da Academia Francesa de Ciências .

## Publicações
Cursos de física
- Éléments de thermodynamique, A. Colin, 8a. Edição, 1952
- Les Radiations, A. Colin, 1945
- Propagation de la chaleur, A. Colin, 1942
- Éléments d'électricité, A. Colin, 1941
- Physique et astrophysique, Flammarion, Bibliothèque de philosophie scientifique, 1935
- Cours de physique de l'École polytechnique, Gauthier-Villars, 1933
- Optique, Presses universitaires de France, 3a. Edição, 1929
- Leçons élémentaires d'acoustique et d'optique à l'usage des candidats au certificat d'études physiques, chimiques et naturelles, Gauthier-Villars, 1898
- Leçons de photométrie professées à l'Institut d'optique théorique et appliquée, éd. de la Revue d'optique théorique et instrumentale, 1924
- Introduction à l'étude de l'optique appliquée, éd. de la Revue d'optique théorique et instrumentale, 1928